# Chris Kaman
Christopher Zane „Chris“ Kaman (* 28. April 1982 in Grand Rapids, Michigan) ist ein ehemaliger deutsch-amerikanischer Basketballspieler.
Zwischen 2003 und 2016 bestritt der Center in der National Basketball Association (NBA) insgesamt 735 Liga-Spiele, in denen er im Durchschnitt 11,2 Punkte und 7,6 Rebounds in 26,7 Minuten pro Partie erzielte. In der Saison 2009/10 wurde er ins NBA-All-Star-Team gewählt. Als Spieler der deutschen Nationalmannschaft nahm er unter anderem an den Olympischen Sommerspielen 2008 sowie an der Europameisterschaft 2011 teil.

## NCAA
Kaman, der im US-Bundesstaat Michigan in der Stadt Grand Rapids aufwuchs, spielte von 2000 bis 2003 an der Central Michigan University. 2003 wurde Kaman als Spieler des Jahres der Mid-American Conference ausgezeichnet. In insgesamt 83 Spielen für die Hochschulmannschaft brachte er es auf 15,1 Punkte, 8,5 Rebounds und 2,2 geblockte Würfe je Begegnung. Nach einer starken Saison 2002/03 (22,4 Punkte, 12 Rebounds, 3,2 Blocks/Spiel) wechselte er vorzeitig ins Profigeschäft.

## NBA-Karriere

### Los Angeles Clippers (2003–2011)
Er wurde an sechster Stelle des NBA-Drafts 2003 von den Los Angeles Clippers ausgewählt. Schon in seiner ersten NBA-Saison 2003/04 gehörte er zu den Stützen der Kalifornier. Er stand in 61 von 82 Spielen, an denen er teilnahm, in der Anfangsaufstellung und erzielte 6,1 Punkte und 5,6 Rebounds im Schnitt. Da er der Rookie mit den zweitmeisten Blocks, der drittbesten Trefferquote und den viertmeisten Rebounds war, wurde er im Rahmen des NBA All-Star Weekends in das NBA Rookie All-Star Team gewählt. In der folgenden Saison konnte er verletzungsbedingt nur an 63 Spielen seiner Mannschaft teilnehmen, steigerte sich aber dennoch auf 9,1 Punkte und 6,7 Rebounds pro Spiel.
In der NBA-Saison 2005/06 konnten die Clippers zum ersten Mal seit 14 Spielzeiten wieder mehr Siege als Niederlagen erzielen und schafften es zum ersten Mal seit neun Jahren wieder in die NBA-Playoffs, was nicht zuletzt an den 11,9 Punkten und 9,6 Rebounds pro Spiel von Kaman lag. Seine 9,6 Rebounds pro Spiel brachten ihm den neunten Platz in dieser Kategorie ein. Im ersten Playoffspiel seiner Karriere steuerte Kaman 15 Punkte und 13 Rebounds zum Sieg seiner Mannschaft gegen die Denver Nuggets bei, gegen die sich die Clippers letztlich nach fünf Spielen durchsetzten. In der zweiten Runde mussten sich Kaman und die Kalifornier den Phoenix Suns nach sieben Spielen geschlagen geben.
In der folgenden Saison fielen Kamans persönliche Statistiken etwas ab und die Clippers schafften es knapp nicht in die Playoffs. Als die Clippers in der darauffolgenden Saison 2007/08 auch noch verletzungsbedingt auf Elton Brand und Shaun Livingston verzichten mussten, waren die Erwartungen gering. Mit einer besseren Leistung auf dem Spielfeld überraschte Kaman und gehörte zu den besten Centerspielern der Liga: 15,7 Punkte, 12,7 Rebounds und 2,8 Blocks pro Spiel sprachen für sich. Er musste jedoch 30 Spiele verletzungsbedingt aussetzen. In der NBA-Saison 2008/09 stand er ebenfalls wegen Verletzungen nur bei 31 Spielen auf dem Feld.

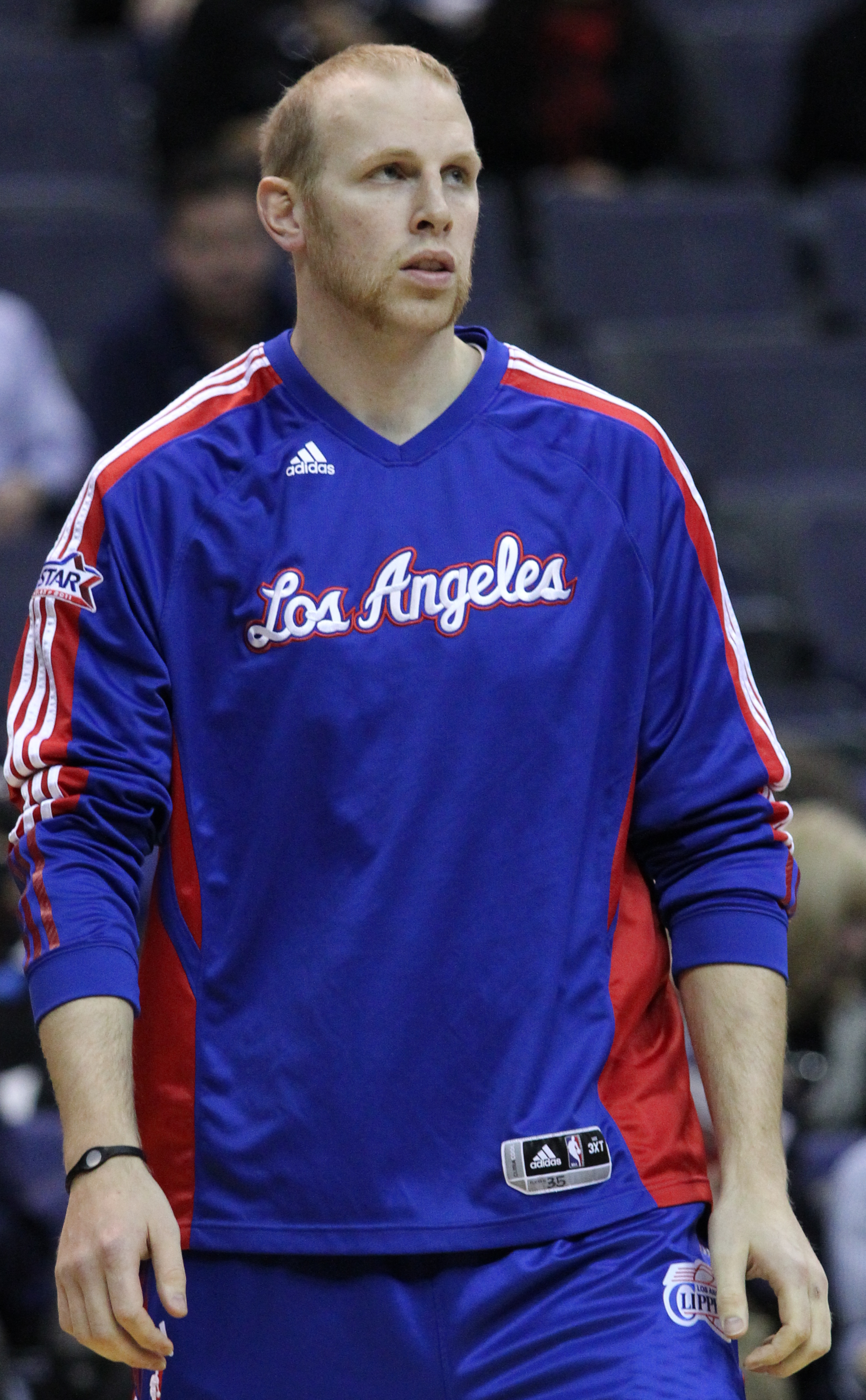
Kaman im Trikot der Clippers

Erst in der NBA-Saison 2009/10 schien Kaman seine Verletzungen überwunden zu haben und er stand in 78 von 82 möglichen Spielen auf dem Feld. Er konnte seinen Punkteschnitt auf 18,5 heben und erzielte seine Karrierebestleistung von 29 Punkten in dieser Saison. Seine konstant gute Leistung machte ihn 2010 auch erstmals zu einem NBA All-Star. Bei der 139:141-Niederlage der Auswahl des Westens gegen die des Ostens erreichte er in elf Minuten 4 Punkte und 3 Rebounds. Die NBA-Saison 2010/2011 begann für die Los Angeles Clippers schlecht: Sie verloren 15 der ersten 17 Spiele, und Kaman verletzte sich schon zu Beginn der Saison.

### New Orleans Hornets (2011–2012)
Vor Beginn der Saison 2011/12 wurde Kaman von den Clippers zu den New Orleans Hornets transferiert. Er war Teil eines Tauschgeschäfts, in dessen Rahmen Chris Paul nach Los Angeles ging. Kamans Vertrag lief nach der Saison 2011/12 aus und wurde nicht verlängert. Schon während der Saison versuchten die Hornets, Kaman erneut zu tauschen, um Gehalt zu sparen. Dies gelang nicht, und Kaman blieb bis zum Ende der Saison im Aufgebot New Orleans’.

### Dallas Mavericks (2012–2013)
Nachdem sein Vertrag in New Orleans ausgelaufen war, war Kaman auf der Suche nach einem neuen Club und erhielt mehrere Angebote. Er unterzeichnete schließlich einen Vertrag über ein Jahr bei den Dallas Mavericks. Dort sollte er helfen, die vielen Abgänge im Sommer 2012 zu kompensieren und die Mavericks weiterhin im Bereich der Playoffs zu halten. Er traf dort auf Dirk Nowitzki, mit dem er bereits für die deutsche Basketballnationalmannschaft spielte. Die Texaner verpassten jedoch die Playoffs 2013, und Kaman erhielt aufgrund schwankender Leistungen keinen neuen Vertrag in Dallas.

### Los Angeles Lakers (2013–2014)
Zur folgenden Saison 2013/2014 wechselte Kaman schließlich nach Los Angeles zurück, diesmal aber zu den Los Angeles Lakers. Dort erhielt er einen Vertrag bis Sommer 2014. Auch bei den Lakers konnte Kaman nicht an frühere Leistungen anknüpfen und wurde zeitweise gar nicht eingesetzt. In lediglich 39 Spielen kam Kaman auf durchschnittlich 10,4 Punkte und 5,9 Rebounds pro Spiel.

### Portland Trail Blazers (2014–2016)
Nach der ernüchternden Saison in Los Angeles erhielt Kaman keinen neuen Vertrag von den Lakers. Er wechselte daraufhin nach Portland und unterschrieb bei den dortigen Portland Trail Blazers einen Vertrag über zwei Jahre mit einem Gehalt von 10 Millionen US-Dollar. Hier erzielte er in seinem ersten Jahr, erstmals seit Jahren, weniger als 10 Punkte im Schnitt (8,6 Punkte pro Spiel) und holte 6,5 Rebounds. In der Saison 2015/16 absolvierte Kaman nur 16 Saisonspiele für Portland, in denen er 2,8 Punkte und 1,5 Rebounds erzielte, womit dies seine schlechtesten Karrierewerte waren. Sein Vertrag mit den Blazers war ausgelaufen, und er erhielt zum Saisonstart keinen neuen Vertrag in der NBA. Kaman beendete seine Laufbahn 2016.

## Deutsche Nationalmannschaft
Der gebürtige US-Amerikaner Kaman erhielt am 2. Juli 2008 den deutschen Pass, nachdem er erklärt hatte, für die deutsche Basketballnationalmannschaft auflaufen zu wollen. Zuvor hatte ihn Dirk Nowitzki als Spieler für die deutsche Nationalmannschaft ins Gespräch gebracht, als Kaman geäußert hatte, von deutschen Vorfahren abzustammen. Der damalige Bundesinnenminister Wolfgang Schäuble begründete die schnelle Einbürgerung mit „übergeordnetem öffentlichen Interesse“. Kamans Urgroßeltern väterlicherseits waren während des Ersten Weltkriegs in die Vereinigten Staaten ausgewandert. Er spricht weder Deutsch, noch hat er längere Zeit in Deutschland gelebt. Er wollte sich seinen Olympia-Traum verwirklichen und bei den Olympischen Spielen 2008 in Peking dabei sein.
Am 15. Juli bestritt Kaman sein erstes Spiel für die deutsche Nationalmannschaft beim vorolympischen Turnier in Athen. In seinem ersten Spiel für die deutsche Nationalmannschaft gegen die Kapverden markierte der 2,13 Meter große Center 10 Punkte und 10 Rebounds. In seiner zweiten Partie für Deutschland, gegen Neuseeland, überzeugte er mit 20 Punkten. Bei den Olympischen Spielen 2008 war Kaman mit 10,4 Punkten je Begegnung zweitbester Korbschütze der deutschen Mannschaft.
2011 nahm Kaman an der Europameisterschaft 2011 teil, nachdem er beim Supercup 2011 im Vorfeld der Europameisterschaft seine Rückkehr im deutschen Nationaltrikot begangen hatte. Bei der EM erzielte er 15,5 Punkte je Begegnung und war damit wie bei Olympia 2008 hinter Nowitzki zweitbester deutscher Werfer. Kaman bestritt in den Jahren 2008 und 2011 insgesamt 25 Länderspiele für Deutschland, in denen er im Schnitt 13,8 Punkte erzielte. Seine Bestleistung in einem Länderspiele waren 25 Punkte, welche er bei der EM 2011 in seinem letzten Einsatz für Deutschland erzielte.

## Erfolge und Auszeichnungen
- NBA All-Star (2010)